# Gouvernement Kampmann I
 (septembre 2023).
Si vous disposez d'ouvrages ou d'articles de référence ou si vous connaissez des sites web de qualité traitant du thème abordé ici, merci de compléter l'article en donnant les références utiles à sa vérifiabilité et en les liant à la section « Notes et références ».
Royaume de Danemark
H. C. Hansen II Kampmann II
Le cabinet Viggo Kampmann I est le gouvernement du royaume de Danemark en fonction du 21 février 1960 au 18 novembre 1960.
Il est dirigé par le Premier ministre social-démocrate Viggo Kampmann et composé d'une coalition entre les Sociaux-démocrates (SD), le Parti social-libéral danois (RV) et le Parti de la justice (DR)
Il succède au cabinet H. C. Hansen II et est suivi du cabinet Viggo Kampmann II.

## Composition
- Les nouveaux ministres sont indiqués en gras, ceux ayant changé d'attributions en italique.

| Fonction                                                                       | Titulaire | Titulaire                              | Parti |
| ------------------------------------------------------------------------------ | --------- | -------------------------------------- | ----- |
| Premier ministre                                                               |           | Viggo Kampmann                         | SD    |
| Ministre des Affaires étrangères                                               |           | Jens Otto Krag                         | SD    |
| Ministre des Finances                                                          |           | Viggo Kampmann (jusqu'au 30 mars 1960) | SD    |
| Ministre des Finances                                                          |           | Kjeld Philip                           | RV    |
| Ministre de l'Éducation                                                        |           | Jørgen Jørgensen                       | RV    |
| Ministre sans portefeuille                                                     |           | Viggo Starcke                          | DR    |
| Ministre de l'Économie et des Affaires nordiques                               |           | Bertel Dahlgaard                       | RV    |
| Ministre des Affaires sociales                                                 |           | Julius Bomholt                         | SD    |
| Ministre Affaires ecclésiastiques                                              |           | Bodil Koch                             | SD    |
| Ministre de la Justice                                                         |           | Hans Erling Hækkerup                   | SD    |
| Ministre des Travaux publics et du Groenland                                   |           | Kai Lindberg                           | SD    |
| Ministre de la Défense                                                         |           | Poul Hansen                            | SD    |
| Ministre de l'Agriculture                                                      |           | Karl Skytte                            | RV    |
| Ministre du Commerce                                                           |           | Kjeld Philip                           | RV    |
| Ministre du Commerce                                                           |           | Lars P. Jensen                         | SD    |
| Ministre du Logement et du Travail (jusqu'au 31 mars 1960) Ministre du Travail |           | Kaj Bundvad                            | SD    |
| Ministre de l'Intérieur                                                        |           | Søren Olesen                           | DR    |
| Ministre de la Pêche                                                           |           | Oluf Pedersen                          | DR    |
| Ministre du Logement (à partir du 31 mars 1960)                                |           | Carl P. Jensen                         | SD    |